# Kłomnice
Kłomnice is een dorp in het Poolse woiwodschap Silezië, in het district Częstochowski. De plaats maakt deel uit van de gemeente Kłomnice en telt 13 885 inwoners.

## Verkeer en vervoer
- Station Kłomnice